# Burađa
Burađa (em cirílico: Бурађа) é uma vila da Sérvia localizada no município de Nova Varoš, pertencente ao distrito de Zlatibor. A sua população era de 207 habitantes segundo o censo de 2011.

## Demografia
| 1948 | 1953 | 1961 | 1971 | 1981 | 1991 | 2002 | 2011 |
| ---- | ---- | ---- | ---- | ---- | ---- | ---- | ---- |
| 458  | 450  | 500  | 394  | 349  | 290  | 258  | 207  |